# پارک ملی کازیرانگا
پارک ملی کازیرانگادر مرکز ایالت آسام هند قرار دارد، این پارک یکی از نواحی انتهایی شرق هندوستان بوده که هنوز به صورت بکر و دست نخورده باقی‌مانده و جز مناطق حفاظت شده‌است.پارک ملی کازیرانگا بیشترین جمعیت کرگدنهای تک شاخ دنیا را در خود جای داده، همچنین زیستگاه پستانداران بسیاری از جمله ببر، فیل، پلنگ و خرس، گاومیش، ببر، گوزن، و هزاران پرنده به شمار می‌رود و دارای جنگل‌های گرمسیری و مرطوب با درختان پهن برگ و چهار رودخانه از جمله رودخانه برهماپوترا است.